# Keller Lívia
Keller Lívia (Diósgyőr-Vasgyár, 1918. február 1. – Miskolc, 2005. január 6.) festőművész, pedagógus. Miskolcon alkotott.

## Élete, munkássága
Keller Lívia 1918-ban Diósgyőr-Vasgyárban, a két nagyüzem közötti kolónián született. Édesanyja tanítónő volt a vasgyári általános iskolában, édesapja a Mávagban (később DIGÉP) dolgozott technikusként. Egy húga volt, ő később általános iskolai tanár lett. Népiskolai és polgári iskolai tanulmányai befejezése után a miskolci Tanítóképzőben tanult, ahol 1937 júniusában képesítőzött. Közben a nyári vakációban bejárt a Miskolci művésztelepre, ahol Benkhard Ágost korrigált. Miután 1937-ben  felvételt nyert  a Képzőművészeti Főiskolára, Benkhardt osztályába kérte magát, ám az osztályt később Boldizsár István festőművész vette át. Igen kedvelte az alakrajzot és a festést, a mozgástanulmányt, a szobrászatot és a vízfestést. A főiskolán 1943-ban végzett rajztanári diplomával. E képesítésével Miskolcon dolgozott előbb általános iskolákban, majd középiskolákban, 1970-től az 1975-ös nyugdíjazásáig a Kilián Gimnáziumban (ma Diósgyőri Gimnázium) tanított.
Oktatói munkája mellett rendszeresen alkotott, és mint a megyei képzőművész csoport és a Képzőművészeti Alap tagja, rendszeresen részt vett helyi,  megyei és olykor országos kiállításokon. Lengyel tengerész férje révén jutott el Krakkóba, ahol a Képzőművészeti Akadémián folytatott rövid ideig tanulmányokat. Rengeteget utazott, Lengyelországon kívül bejárta Európát. Ezek az utazások – azon felül, hogy témát is nyújtottak számára – hatalmas tanulmányutaknak is beillettek, a nagy múzeumok és képtárak megtekintése révén. Külföldi utazásain kívül sorra látogatta a hazai művésztelepeket is, különösen a mártélyi művésztelepen érezte jól magát.
Festői stílusát a nagybányai hagyományok határozták meg, tájképek, csendéletek, enteriőrök kerültek ki keze alól. Maga így fogalmazta meg művészi hitvallását: „Szerintem a lényeg a konstrukció, a kép belső felépítése. A fény az, ami kiemeli, plasztikussá teszi a mondanivalót. Kialakult életfelfogásom optimista, ennek megfelelően szeretem a derűs, sőt vidám színeket. A színekkel az ember a megadott látvány örömét kell, hogy kifejezze. Azért festek, mert úgy, ahogy én látom, senki sem látja a világot. Azt festem, aminek a látása bennem ünnepi érzést, örömet ébreszt és azt szeretném, ha munkáimmal ezt az érzést másoknak is odaajándékozhatnám.”
Születése 100. évfordulója alkalmából jubileumi kiállítást rendeztek műveiből a Feledy-házban.

## Válogatott egyéni kiállításai
- 1978 – Bielsko-Biała, Lengyelország
- 1980 – Görögkeleti templom, Tokaj
- 1980 – Herman Ottó Gimnázium, Miskolc
- 1982 – Szerencs
- 1986 – Mini Galéria, Miskolc
- 1990 – Kilián György Gimnázium, Miskolc
- 1991 – Mini Galéria, Miskolc
- 1996 – Mini Galéria, Miskolc
- 1999 – Földes Ferenc Gimnázium, Miskolc
- 1999 – Ady Endre Művelődési Ház, Miskolc
- 2000 – Közösségi Ház, Mezőcsát
- 2003 – Miskolci Galéria
- 2018 – Miskolci Galéria, Feledy-ház

## Válogatott csoportos kiállításai
- 1942 – A visszatért területek (Felvidék, Erdély, Délvidék) képzőművészeti főiskolai ifjúsága kiállítása. Gömbös Gyula Diákotthon, Budapest
- 1950 – Miskolci képzőművészek kiállítása, Borsod-Miskolci Múzeum, Miskolc
- 1955 – Borsodi képzőművészek V. megyei kiállítása, Herman Ottó Múzeum, Miskolc
- 1957 – Miskolci Országos Grafikai Kiállítás, Déryné Kamaraszínház, Miskolc
- 1960 – Borsod-Abaúj-Zemplén megyei Pedagógus Képzőművészek Kiállítása, Nevelők Háza, Miskolc

## Művei közgyűjteményekben
- Herman Ottó Múzeum, Miskolc
- Miskolci Galéria, Miskolc